# Pacholatkoa dichroa
Pacholatkoa dichroa är en skalbaggsart som beskrevs av Holzschuh 1993. Pacholatkoa dichroa ingår i släktet Pacholatkoa och familjen långhorningar. Inga underarter finns listade i Catalogue of Life.